# Ministère de l'Éducation et des Sciences de la Bulgarie

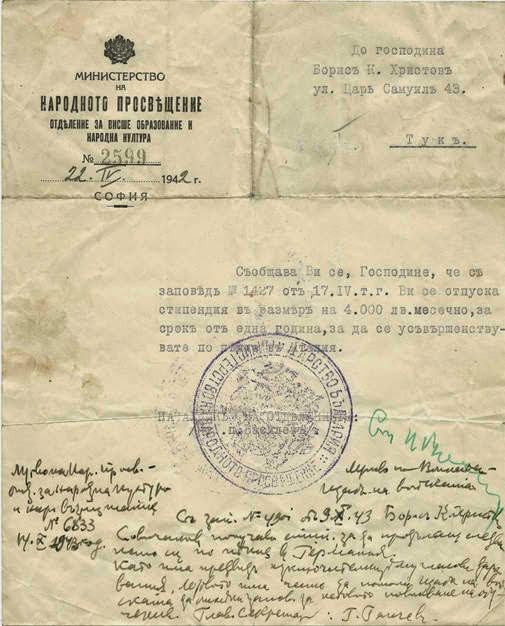
Lettre du ministère de l'Éducation à Boris Hristov, l'informant qu'il a obtenu une bourse, 22 avril 1942.

Le ministère de l'Éducation et de la Science (МОН) est une institution d'État bulgare ayant rang de ministère, qui gère et supervise les établissements d'enseignement, culturels et éducatifs du pays. Il fait partie des six premiers ministères bulgares créés le 5 juillet 1879 (17 juillet dans le calendrier grégorien).
L'administration centrale du ministère est située dans un bâtiment au 2A, boulevard Kniaz Dondoukov à Sofia.

## Histoire

### Création
Il a été créé par le décret no 1 du 5 juillet 1879 du prince Alexandre Ier de Bulgarie sous le nom de Ministère de l'éducation nationale. Todor Bourmov a été nommé Premier ministre de Bulgarie et premier ministre de l'Éducation  .
Le ministère gère et supervise les institutions éducatives, culturelles et éducatives du pays. Au début, il se compose de deux départements : pour les écoles primaires et pour les écoles secondaires. Il exerce son activité par l'intermédiaire d'organismes directs - inspecteurs en chef, directeurs d'école, inspecteurs scolaires de district et de district et d'organismes indirects - conseils d'école et commissions scolaires. Le Conseil de la formation, le Comité de la formation, etc. fonctionnent comme des organes consultatifs auprès de l'administration centrale. Il est responsable de l'Université de Sofia, de la Bibliothèque nationale, du Musée archéologique, de l'Institut pour les aveugles et les sourds-muets, de l'École de musique et de dessin, du Théâtre national et autres. En 1908, La structure du ministère comprend le département de l'enseignement secondaire et supérieur, le département des collèges, le département de l'enseignement primaire, le département des affaires culturelles, le département des finances et les inspecteurs en chef.
En 1939, il a été réorganisé et a acquis la forme suivante : Service d'inspection de toutes les institutions subordonnées ; Bureau général d'enregistrement et d'expédition ; Services généraux; Département de l'éducation scolaire et de l'éducation - avec un département pour les écoles secondaires et supérieures, les écoles primaires, les jardins d'enfants et les foyers, les instituts pour aveugles et sourds-aveugles, etc. Service des écoles privées ; Département des institutions et activités culturelles avec des services pour les théâtres, cinémas et musées, centres communautaires, littérature ; Département d'éducation physique et civique. Ces structures ont été conservées jusqu'au 9 septembre 1944 .

### Changements structurels
Le 11 décembre 1947, sur la base de l'article 17, alinéa 3, et de l'article 40 de la Constitution de la République nationale de Bulgarie du 4 décembre 1947, il a été rebaptisé Ministère de l'instruction publique (МНП, MNP). Il a existé jusqu'au 1er février 1957, date à laquelle le ministère de l'Éducation et de la Culture (МПК, MNK) a été créé, en fusionnant la culture et l'éducation en un seul département (par le décret no 59). À partir du 25 mai 1963, par le décret no 396, il a été à nouveau divisé en ministère de l'Éducation publique (МНП, MNP) et en commission de la culture et des arts (ККИ, KKI).
Il a été fermé le 19 août 1987 (par le décret no 2656) et remplacé par le ministère de la Culture, de la Science et de l'Éducation (МКНП, MKNP), qui la même année a été réorganisé en Conseil national de l'Éducation, de la Science et de la Culture et renommé en ministère de l'instruction publique (МНП, MNP, par décret no 2556 du 20 novembre 1989).
Deux ans plus tard, sur la base de l'article 84, alinéa 7 de la Constitution de la République de Bulgarie du 12 juillet 1991, et en fusionnant le ministère de l'Éducation (МНП, MNP) et le Comité pour la science et l'enseignement supérieur (КНВО, KNVO) en un seul département, le ministère de l'Éducation et de la Science (МНО, MNO) est établi. Entre 1992 et 2013, il a changé plusieurs fois de nom : ministère de l'Éducation, des Sciences et de la Culture (1992-1993), conjointement avec le ministère de la Culture ; ministère des Sciences et de l'Éducation (1993 - 1995); ministère de l'Éducation, des Sciences et de la Technologie (1995 - 1997) ; ministère de l'Éducation et des Sciences (1997 - 2009); ministère de l'Éducation, de la Jeunesse et des Sciences (2009-2013) ; Ministère de l'Éducation et des Sciences (depuis 2013).

### Maison d'édition nationale Az-bouki
La maison d'édition nationale Az-bouki du ministère publie un journal du même nom et des revues scientifiques. Chaque semaine, le journal présente des nouvelles du domaine de l'éducation, telles que les réalisations des écoles et des étudiants bulgares dans le pays et à l'étranger, les découvertes et initiatives scientifiques. Les revues sont indexées et référencées dans la base de données scientométrique mondiale Web of Science et fournissent des analyses et des recherches à jour dans neuf domaines.

## Structure
Au 12 septembre 2015 le ministère a la structure suivante :
- Inspection
- Contrôleur financier
- Audit interne
- Sécurité des informations
- Administration générale
  - Direction des services de bureau et administratifs
  - Direction des ressources humaines, des relations publiques et du protocole
  - Direction des activités économiques et comptables
- Gestion spécialisée
  - Direction de l'élaboration, de l'analyse et de l'évaluation des politiques
  - Direction de l'accès à l'éducation et de l'appui au développement
  - Direction des programmes de formation et des contenus pédagogiques
  - Direction des qualifications et du développement de carrière
  - Direction de l'organisation, du contrôle et de l'inspection
  - Direction de l'enseignement supérieur
  - Direction des sciences
  - Direction des technologies de l'information et de la communication
  - Direction des Domaines et des Marchés Publics
  - Direction des Finances
  - Direction Juridique
  - Direction de la coopération internationale et européenne
  - Direction générale des fonds structurels et des programmes éducatifs internationaux

## Direction
Le ministère a la direction suivante :
- Ministre : Art. -corr. prof. Nikolaï Denkov
- Vice-ministre : Maria Gaïdarova
- Vice-ministre : prof. e. F. n.m. Guenka Petrova-Tatchkova
- Vice-ministre : prof. Dr Nelly Kosseva
- Vice-ministre : Evguenia Péeva-Kirova
- Chef de cabinet du ministre de l'Éducation et des Sciences : Ivan Modev